# Chotiměř (železniční zastávka)
Chotiměř je nákladiště a zastávka (někdejší železniční stanice) ve stejnojmenné obci v okrese Litoměřice, na trati Lovosice – Teplice v Čechách, v jízdním řádu označené číslem 097. Provoz zde byl zahájen v roce 1897.

## Historie

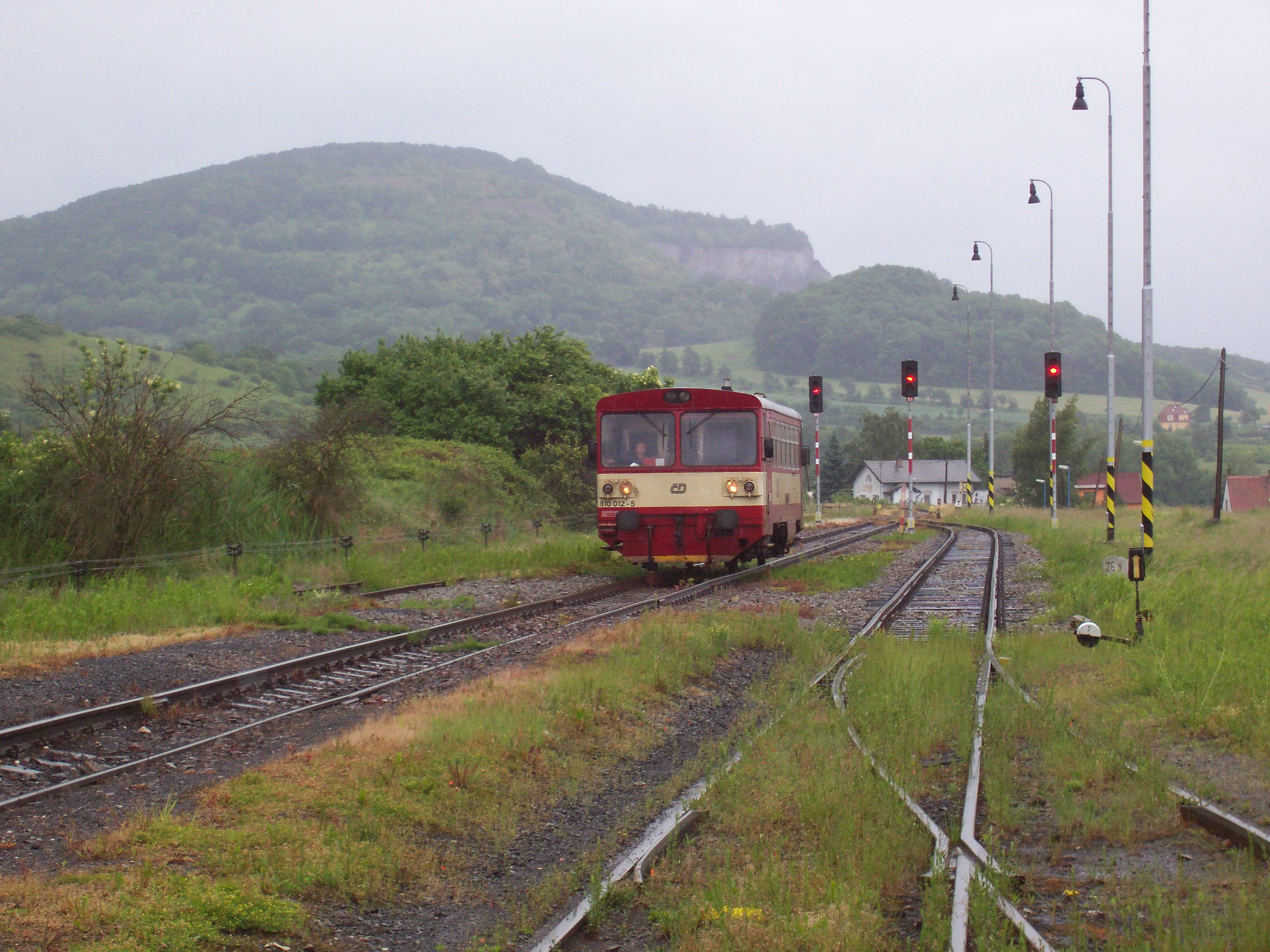
Provoz na nádraží v roce 2009

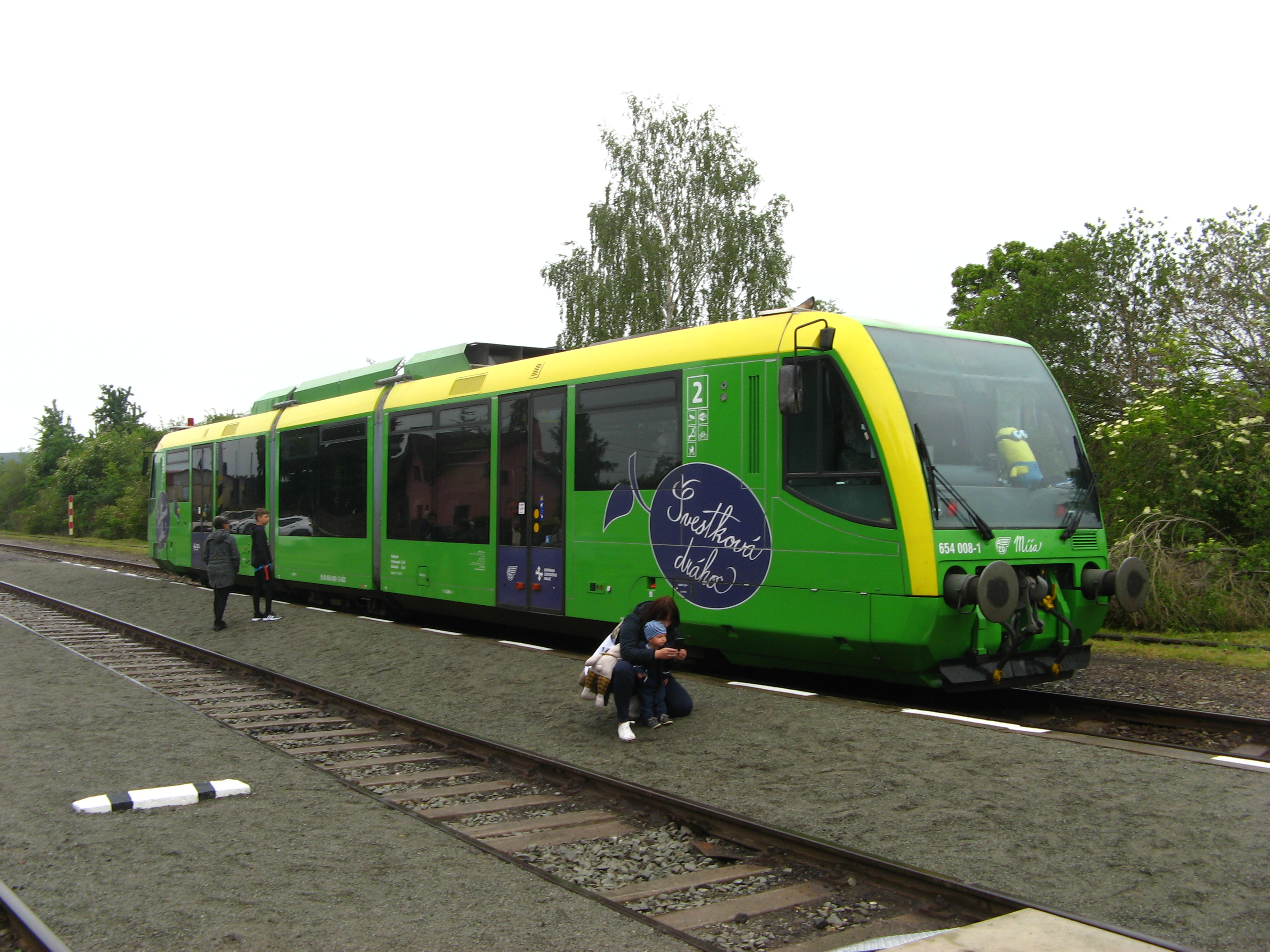
Provoz na nádraží v roce 2020

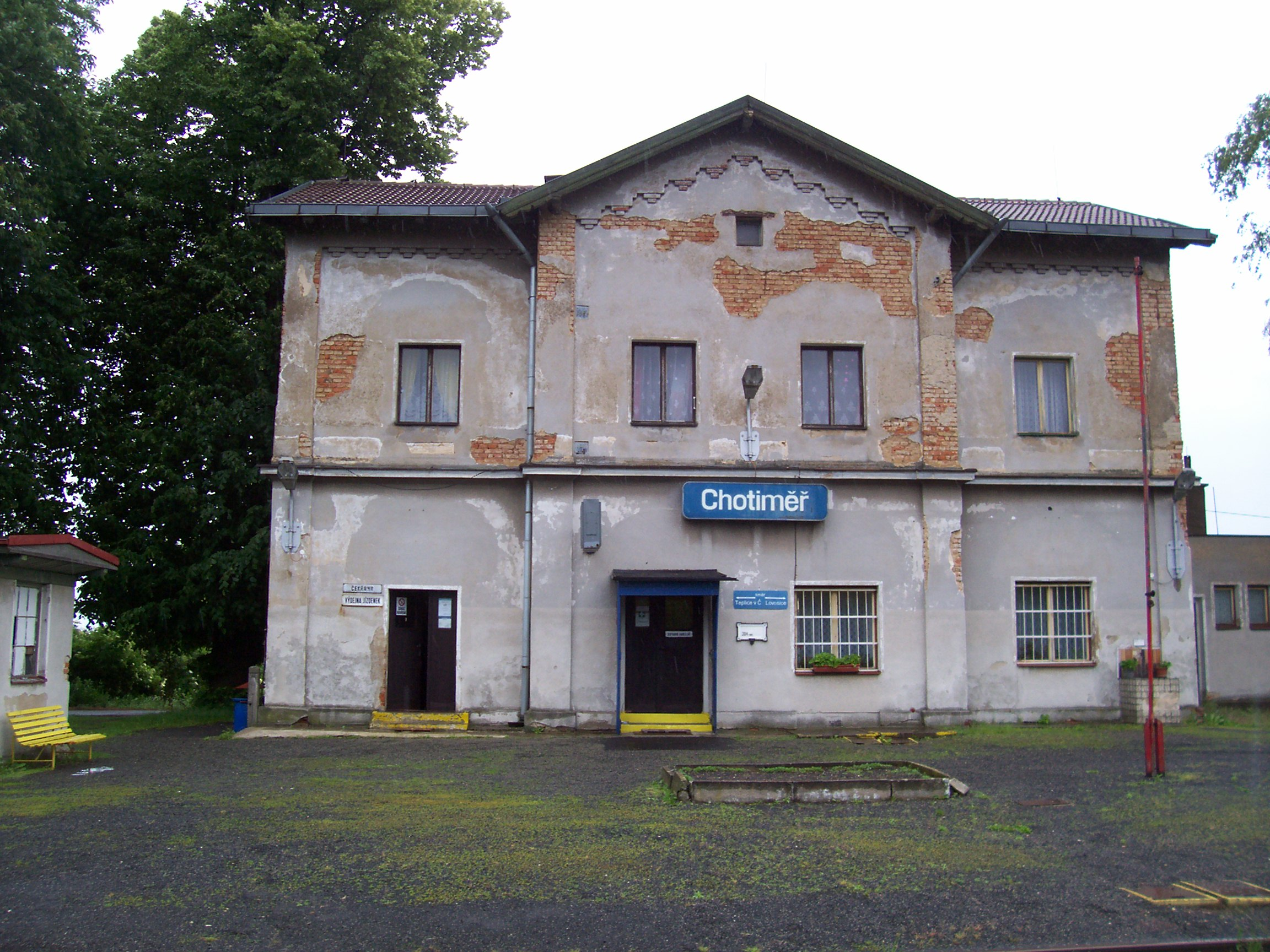
Staniční budova, 2009

Nádraží v Chotiměři nechala jako součást takzvané Severočeské transverzálky vybudovat společnost Ústecko-teplická dráha. Se stavbou trati, procházející chotiměřským nádražím, se začalo 20. září 1896, dokončena pak byla za více než rok, 1. prosince 1897. Do provozu byla, včetně stanice Chotiměř, předána 16. prosince téhož roku.
V roce 2013 došlo při stavbě dálnice D8 mezi zastávkami Dobkovičky a Radejčín, které se nacházejí jen pár kilometrů směrem na Úpořiny a Teplice v Čechách, k sesuvu půdy, který výrazně poškodil i železniční trať. Vlaková doprava byla proto od 7. června v úseku Lovosice–Radejčín zastavena a nahrazena autobusy náhradní dopravy. Pro osobní vlaky v trase Lovosice – Teplice v Čechách se dosud (2021) stále nic nezměnilo. Vlaky od Teplic končí v Radejčíně a do Lovosic jezdí návazné autobusy.
Právě kvůli sesuvu a náhradní dopravě sem několik let vlaky nejezdily. To se změnilo 6. června 2020, odkdy Ústecký kraj objednal u společnosti AŽD Praha provoz sezónní turistické linky T4, vedenou v trase Litoměřice horní nádraží – Lovosice – Chotiměř.

## Popis nákladiště

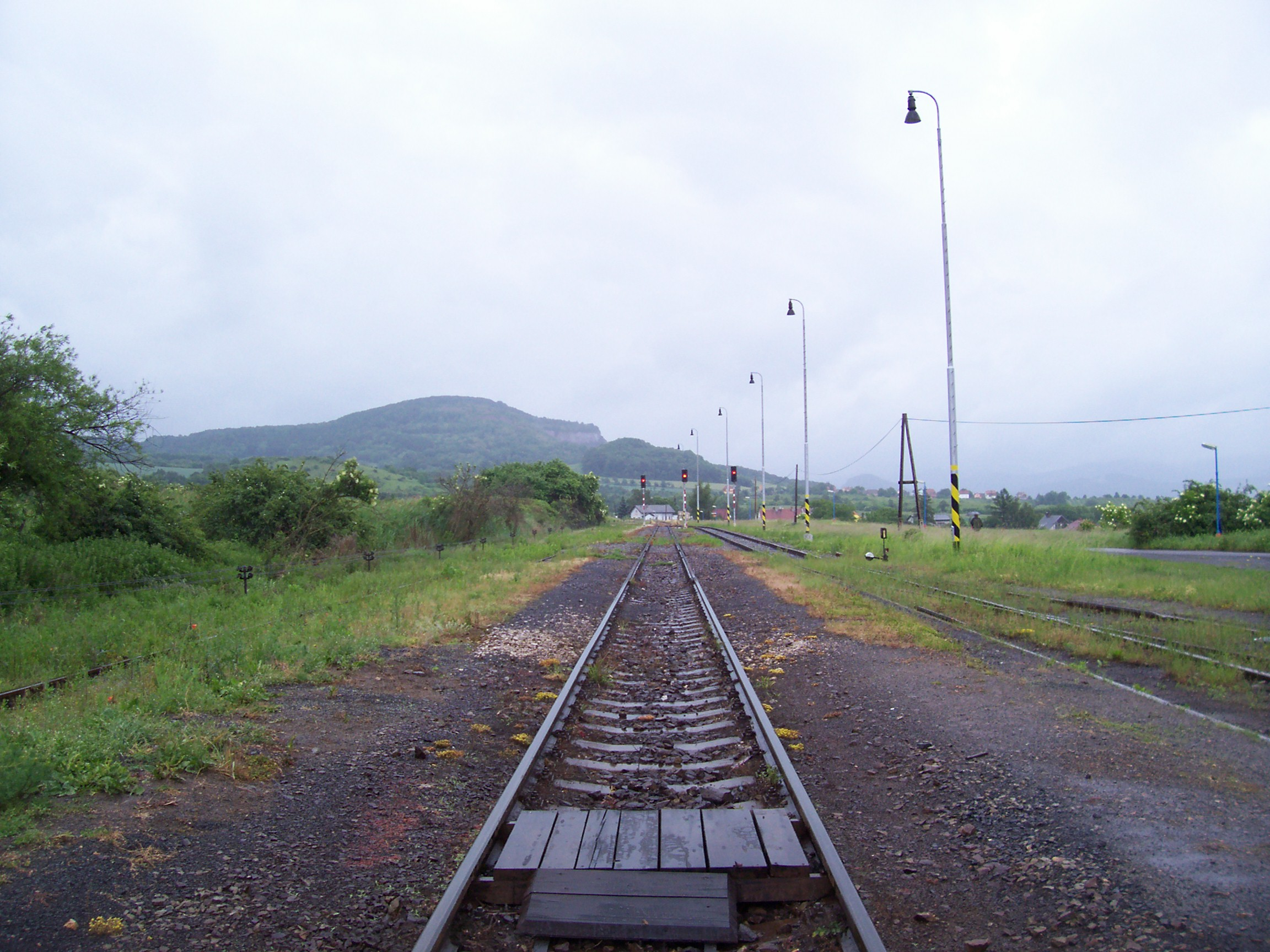
Kolejiště ve stanici, 2009

V nákladišti je jedna dopravní kolej, označená číslem 1. Na straně k budově se nacházejí manipulační koleje 3 a 5 (pokračuje jako kusá kolej 5a), na opačné straně manipulační kolej číslo 2, která je dlouhodobě nesjízdná.  Nákladiště se obsluhuje pouze ze strany od Lovosic, a to buď s uvolněním traťové koleje, nebo bez něj.
Nachází se zde jedno úrovňové nástupiště o délce 42 m, přístupné pomocí přechodu. Nachází se u první staniční koleje.